# Sofia Johansson
Sofia Johansson (* 9. Mai 1969) ist eine ehemalige schwedische Fußballspielerin. Sie spielte 1994 und 1995 für die A-Nationalmannschaft, mit der sie 1995 an der Europa- und Weltmeisterschaft teilnahm. 

## Karriere

### Verein
Johansson kam zuletzt in der Spielzeit 1994 für den in Kristianstad ansässigen Wä IF in der Damallsvenskan, der höchsten Spielklasse im schwedischen Frauenfußball, zum Einsatz. Mit dem Abstieg ihrer Mannschaft in die seinerzeitige Division 1 (seit 2013 Elitettan) begab sie sich nach Malmö. Dort war sie bis zum Ende der Spielzeit 1997 für den Malmö FF in der höchsten Spielklasse aktiv. Mit der Mannschaft gewann sie am Ende ihrer Premierenspielzeit 1994 die Meisterschaft und in ihrer letzten Spielzeit den nationalen Vereinspokal, der mit 2:1 durch ihr Siegtor in der Verlängerung gegen den Sunnanå SK errungen wurde.

### Nationalmannschaft
Johansson debütierte am 15. Juni 1994 im letzten Spiel der EM-Qualifikationsgruppe 4 beim 6:0-Sieg über die Nationalmannschaft der Slowakei in der A-Nationalmannschaft und erzielte mit dem Treffer zum Endstand in der 90. Minute sogleich ihr erstes Länderspieltor – 16 Minuten nach ihrer Einwechslung für Ulrika Kalte. Danach wurde sie am 3. August und am 7. September 1994 in zwei Freundschaftsspielen eingesetzt (3:0 vs. Kanada; in Ottawa und 1:3 vs. Deutschland; in Wolfenbüttel). Am 15. und 29. Oktober folgten zwei EM-Viertelfinalqualifikationsspiele gegen die Nationalmannschaft Dänemarks. Wurde das Hinspiel in Hjørring noch mit 0:2 verloren, so gewann sie mit ihrer Mannschaft das Rückspiel in Malmö mit 3:0 und qualifizierte sich mit ihr für die beiden Halbfinalspiele der EM-Finalrunde 1995. Weder in diesen, noch im Finale, das gegen die Nationalmannschaft Deutschlands am 26. März 1995 in Kaiserslautern mit 2:3 verloren wurde, fand sie Berücksichtigung. Ihre letzte Berücksichtigung als Nationalspielerin für den SvFF fand sie im ersten Spiel der Gruppe A der Weltmeisterschaft bei der 0:1-Niederlage gegen die Nationalmannschaft Brasiliens am 5. Juni in Helsingborg mit Einwechslung für Åsa Jakobsson in der 83. Minute.

## Erfolge
Nationalmannschaft
- Finalistin Europameisterschaft 1995 (ohne Turniereinsatz)

Verein
- Schwedische Meisterin: 1994
- Schwedische Pokal-Siegerin: 1997